# Persone di nome Ricardo
| Questa pagina contiene informazioni ricavate automaticamente dalle voci biografiche con l'ausilio del template Bio e di un bot. L'aggiornamento è periodico e automatico e ricostruisce completamente la pagina. Se manca una persona in questa lista, sei pregato di non aggiungerla, ma accertati piuttosto che la sua voce biografica contenga il template Bio e che i dati anagrafici siano correttamente compilati. Se il template Bio manca, inseriscilo tu stesso o, in alternativa, metti l'avviso {{tmp\|Bio}} che ne segnala la mancanza. Se i dati riportati sono sbagliati, correggi direttamente la voce biografica; le modifiche saranno visibili in questa lista entro pochi giorni. Per chiarimenti vedi il progetto antroponimi. La lista contiene solo le 390 persone che sono citate nell'enciclopedia e per le quali è stato implementato correttamente il template Bio. Pagina aggiornata al 6 ago 2025. |

Questa è una lista di persone presenti nell'enciclopedia che hanno il nome Ricardo, suddivise per attività principale.

## Allenatori di calcio(32)
- Ricardo Cadena, allenatore di calcio e ex calciatore messicano (Guadalajara, n. 1969)
- Ricardo Carvalho, allenatore di calcio e ex calciatore portoghese (Amarante, n. 1978)
- Ricardo Chaves, allenatore di calcio e ex calciatore portoghese (Valpaços, n. 1977)
- Ricardo Costa, allenatore di calcio e ex calciatore portoghese (Vila Nova de Gaia, n. 1981)
- Ricardo Dabrowski, allenatore di calcio e ex calciatore argentino (Temperley, n. 1961)
- Ricardo Jorge Ferreira Pinto da Silva, allenatore di calcio e ex calciatore capoverdiano (Azurém, n. 1980)
- Ricardo Manuel Ferreira Sousa, allenatore di calcio e ex calciatore portoghese (Paços de Ferreira, n. 1981)
- Ricardo Ferretti, allenatore di calcio e ex calciatore brasiliano (Rio de Janeiro, n. 1954)
- Ricardo Formosinho, allenatore di calcio e ex calciatore portoghese (Setúbal, n. 1956)
- Ricardo Gareca, allenatore di calcio e ex calciatore argentino (Tapiales, n. 1958)
- Ricardo Caruso Lombardi, allenatore di calcio e ex calciatore argentino (Buenos Aires, n. 1962)
- Ricardo Lunari, allenatore di calcio e ex calciatore argentino (San José de la Esquina, n. 1970)
- Ricardo Mannetti, allenatore di calcio e ex calciatore namibiano (Windhoek, n. 1975)
- Ricardo Moniz, allenatore di calcio e ex calciatore olandese (Rotterdam, n. 1964)
- Ricardo Chéu, allenatore di calcio portoghese (Vila Nova de Foz Côa, n. 1981)
- Ricardo Nascimento, allenatore di calcio e ex calciatore portoghese (Vila Nova de Gaia, n. 1974)
- Ricardo Paciocco, allenatore di calcio e ex calciatore italiano (Valencia, n. 1961)
- Ricardo Páez, allenatore di calcio e ex calciatore venezuelano (Acarigua, n. 1979)
- Ricardo Dionisio, allenatore di calcio portoghese (Arruda dos Vinhos, n. 1982)
- Ricardo Emídio Ramalho Silva, allenatore di calcio e ex calciatore portoghese (Porto, n. 1975)
- Ricardo Luís Pozzi Rodrigues, allenatore di calcio e ex calciatore brasiliano (San Paolo, n. 1976)
- Ricardo Gomes, allenatore di calcio e ex calciatore brasiliano (Rio de Janeiro, n. 1964)
- Ricardo López Felipe, allenatore di calcio e ex calciatore spagnolo (Madrid, n. 1971)
- Ricardo Rodríguez Suárez, allenatore di calcio e dirigente sportivo spagnolo (Oviedo, n. 1974)
- Ricardo Sá Pinto, allenatore di calcio e ex calciatore portoghese (Porto, n. 1972)
- Ricardo Salampessy, allenatore di calcio e ex calciatore indonesiano (Ambon, n. 1984)
- Ricardo Sousa, allenatore di calcio e ex calciatore portoghese (São João da Madeira, n. 1979)
- Tarantini, allenatore di calcio e ex calciatore portoghese (Gestaçô, n. 1983)
- Ricardo Trigilli, allenatore di calcio e calciatore argentino (Buenos Aires, n. 1934 - Buenos Aires, † 2010)
- Ricardo Verón, allenatore di calcio e ex calciatore argentino (Santa Fe, n. 1981)
- Ricardo Zamora, allenatore di calcio e calciatore spagnolo (Barcellona, n. 1901 - Barcellona, † 1978)
- Ricardo Zielinski, allenatore di calcio e ex calciatore argentino (Lanús, n. 1959)

## Allenatori di calcio a 5(2)
- Cafu, allenatore di calcio a 5 brasiliano (Santo Inácio, n. 1977)
- Ricardo Cámara Sobral, allenatore di calcio a 5 e ex giocatore di calcio a 5 brasiliano (Ceará-Mirim, n. 1971)

## Allenatori di hockey su pista(1)
- Ricardo Muñoz, allenatore di hockey su pista spagnolo

## Allenatori di pallanuoto(1)
- Ricardo Azevedo, allenatore di pallanuoto brasiliano (Rio de Janeiro, n. 1956)

## Anarchici(1)
- Ricardo Flores Magón, anarchico, rivoluzionario e giornalista messicano (San Antonio Eloxochitlán, n. 1874 - Fort Leavenworth, † 1922)

## Arbitri di calcio(3)
- Ricardo Espínola, arbitro di calcio argentino
- Ricardo Riestra, arbitro di calcio argentino
- Ricardo de Burgos Bengoetxea, arbitro di calcio spagnolo (Bilbao, n. 1986)

## Architetti(5)
- Ricardo Bofill, architetto e urbanista spagnolo (Barcellona, n. 1939 - Barcellona, † 2022)
- Ricardo Legorreta Vilchis, architetto messicano (Città del Messico, n. 1931 - † 2011)
- Ricardo Porro, architetto cubano (Camagüey, n. 1925 - Parigi, † 2014)
- Ricardo Severo, architetto, ingegnere e archeologo portoghese (Lisbona, n. 1869 - San Paolo, † 1940)
- Ricardo Velázquez Bosco, architetto e archeologo spagnolo (Burgos, n. 1843 - Madrid, † 1923)

## Arcivescovi cattolici(3)
- Ricardo Ernesto Centellas Guzmán, arcivescovo cattolico boliviano (Suquistaca, n. 1962)
- Ricardo Lingan Baccay, arcivescovo cattolico filippino (Tuguegarao, n. 1961)
- Ricardo Antonio Tobón Restrepo, arcivescovo cattolico e teologo colombiano (Ituango, n. 1951)

## Artisti marziali misti(2)
- Ricardo Arona, artista marziale misto brasiliano (Niterói, n. 1978)
- Ricardo Lamas, artista marziale misto statunitense (Chicago, n. 1982)

## Astronomi(1)
- Ricardo Alfredo Gil-Hutton, astronomo argentino (n. 1958)

## Attori(14)
- Ricardo Abarca, attore e cantante messicano (Morelia, n. 1986)
- Ricardo Bauleo, attore argentino (Buenos Aires, n. 1940 - Buenos Aires, † 2014)
- Ricardo Ceceña, attore televisivo e cantante messicano (Hermosillo, n. 1995)
- Ricardo Chavira, attore statunitense (San Antonio, n. 1971)
- Ricardo Cortez, attore e regista austriaco (Vienna, n. 1899 - New York, † 1977)
- Ricardo Darín, attore argentino (Buenos Aires, n. 1957)
- Ricardo Fuentes, attore e regista colombiano
- Ricardo Hoyos, attore canadese (Alliston, n. 1995)
- Ricardo Hurtado, attore e doppiatore statunitense (Miami, n. 1999)
- Ricardo Medina Jr., attore statunitense (Contea di Kern, n. 1977)
- Ricardo Montalbán, attore messicano (Città del Messico, n. 1920 - Los Angeles, † 2009)
- Ricardo Palacios, attore spagnolo (Reinosa, n. 1940 - Madrid, † 2015)
- Ricardo Richter, attore, doppiatore e conduttore radiofonico tedesco (n. 1988)
- Ricardo Trêpa, attore portoghese (Porto, n. 1972)

## Avvocati(1)
- Ricardo Samper, avvocato e politico spagnolo (Valencia, n. 1881 - Ginevra, † 1938)

## Batteristi(1)
- Ricardo Confessori, batterista brasiliano (San Paolo, n. 1969)

## Canottieri(1)
- Ricardo Margarit, canottiere spagnolo (Rubí, n. 1884 - Barcellona, † 1974)

## Cantanti(6)
- Richard Anthony, cantante francese (Il Cairo, n. 1938 - Pégomas, † 2015)
- Richie Campbell, cantante portoghese (Caxias, n. 1986)
- Pipi, cantante spagnolo (Belmonte, n. 1971)
- Ricardo Graça Mello, cantante, musicista e attore brasiliano (Rio de Janeiro, n. 1961)
- Ricardo Ribeiro, cantante portoghese (Lisbona, n. 1981)
- Rikrok, cantante britannico (Londra, n. 1972)

## Cantautori(2)
- Ricardo Arjona, cantautore e musicista guatemalteco (Jocotenango, n. 1964)
- Ricardo Montaner, cantautore argentino (Avellaneda, n. 1957)

## Cardinali(4)
- Ricardo Blázquez Pérez, cardinale e arcivescovo cattolico spagnolo (Villanueva del Campillo, n. 1942)
- Ricardo María Carles Gordó, cardinale e arcivescovo cattolico spagnolo (Valencia, n. 1926 - Tortosa, † 2013)
- Ricardo Ezzati Andrello, cardinale e arcivescovo cattolico italiano (Campiglia dei Berici, n. 1942)
- Ricardo Jamin Vidal, cardinale e arcivescovo cattolico filippino (Mogpog, n. 1931 - Cebu, † 2017)

## Cestisti(26)
- Ricardo Alliman, ex cestista giamaicano (Kingston, n. 1987)
- Ricardo Cardoso Guimarães, ex cestista e allenatore di pallacanestro brasiliano (San Paolo, n. 1959)
- Ricky Calzada, ex cestista portoricano (Santurce, n. 1953)
- Ricardo Cleofás, ex cestista filippino (n. 1951)
- Ricardo Dalmau, ex cestista portoricano (Mayagüez, n. 1977)
- Ricardo Duarte, ex cestista peruviano (Jauja, n. 1940)
- Ricardo Fischer, cestista brasiliano (San Paolo, n. 1991)
- Ricardo Glenn, cestista statunitense (Detroit, n. 1990)
- Ricardo Primitivo González, ex cestista argentino (Buenos Aires, n. 1925)
- Ricardo González Tezanos, ex cestista spagnolo (Torrelavega, n. 1975)
- Ricardo Greer, ex cestista statunitense (New York, n. 1977)
- Ricardo Guillén, ex cestista spagnolo (Santa Cruz de Tenerife, n. 1976)
- Richie Hernández, ex cestista portoricano (n. 1955)
- Rico Hill, ex cestista statunitense (Oceanside, n. 1977)
- Ricky Ledo, cestista statunitense (Providence, n. 1992)
- Ricardo Lindo, ex cestista statunitense (n. 1970)
- Ricardo Marsh, ex cestista statunitense (Mebane, n. 1981)
- Ricardo Monreal, ex cestista messicano (Salinas de Hidalgo, n. 1947)
- Ricardo Peral, ex cestista spagnolo (Valladolid, n. 1974)
- Ricardo Pierre, ex cestista bahamense (Nassau, n. 1972)
- Rico Pontvianne, cestista e allenatore di pallacanestro messicano (Tampico, n. 1943 - Tampico, † 2018)
- Carlos Powell, cestista statunitense (Florence, n. 1983)
- Ricardo Ratliffe, cestista statunitense (Hampton, n. 1989)
- Ricky Sánchez, cestista portoricano (Guayama, n. 1987)
- Ricardo Úriz, ex cestista e allenatore di pallacanestro spagnolo (Pamplona, n. 1980)
- Ricardo Yearwood, cestista panamense (Panama, n. 1970 - † 2024)

## Ciclisti su strada(6)
- Ricardo Mestre, ex ciclista su strada portoghese (Faro, n. 1983)
- Ricardo Montero, ciclista su strada spagnolo (Gemuño, n. 1902 - Valladolid, † 1984)
- Ricardo Otxoa, ciclista su strada spagnolo (Barakaldo, n. 1974 - Cártama, † 2001)
- Ricardo Serrano, ex ciclista su strada spagnolo (Valladolid, n. 1978)
- Ricardo Vilela, ciclista su strada portoghese (Braganza, n. 1987)
- Ricardo Zurita, ciclista su strada venezuelano (Pariaguán, n. 2000)

## Criminali(1)
- Ricardo López, criminale uruguaiano (Montevideo, n. 1975 - Hollywood, † 1996)

## Direttori della fotografia(1)
- Ricardo Aronovich, direttore della fotografia argentino (Buenos Aires, n. 1930)

## Dirigenti sportivi(4)
- Ricardo Cabanas, dirigente sportivo, ex calciatore e allenatore di calcio svizzero (Zurigo, n. 1979)
- Ricardo Garcia, dirigente sportivo e ex pallavolista brasiliano (San Paolo, n. 1975)
- Ricardo Terra Teixeira, dirigente sportivo brasiliano (Carlos Chagas, n. 1947)
- Ricardo de Gondra, dirigente sportivo e calciatore spagnolo (Bilbao, n. 1885 - † 1951)

## Disc jockey(1)
- Ricardo Villalobos, disc jockey cileno (Santiago del Cile, n. 1970)

## Economisti(1)
- Ricardo Salgado, economista e banchiere portoghese (Cascais, n. 1944)

## Filosofi(1)
- Ricardo Rozzi, filosofo e biologo cileno (Santiago del Cile, n. 1960)

## Fisici(2)
- Ricardo A. Broglia, fisico argentino (Córdoba, n. 1939 - Milano, † 2022)
- Ricardo Carmona, fisico spagnolo (Almería, n. 1948 - Murcia, † 1986)

## Fondisti di corsa in montagna‎(1)
- Ricardo Mejía, fondista di corsa in montagna messicano (n. 1963)

## Fumettisti(1)
- Ricardo Barreiro, fumettista argentino (Buenos Aires, n. 1949 - Buenos Aires, † 1999)

## Generali(1)
- Ricardo Pérez Godoy, generale e politico peruviano (Lima, n. 1905 - Lima, † 1992)

## Giocatori di beach volley(1)
- Ricardo Santos, giocatore di beach volley brasiliano (Salvador de Bahia, n. 1975)

## Giocatori di calcio a 5(5)
- Ricardo Caputo, ex giocatore di calcio a 5 brasiliano (Penápolis, n. 1981)
- Ricardo Gutiérrez, ex giocatore di calcio a 5 costaricano (n. 1961)
- Ricardo Jiménez Martín, ex giocatore di calcio a 5 spagnolo (Parigi, n. 1969)
- Ricardo Morillo, ex giocatore di calcio a 5 brasiliano (San Paolo, n. 1966)
- Ricardo Filipe da Silva Braga, giocatore di calcio a 5 portoghese (Porto, n. 1985)

## Giocatori di football americano(4)
- Ricardo Allen, ex giocatore di football americano statunitense (Daytona Beach, n. 1991)
- Ricardo Lockette, ex giocatore di football americano statunitense (Albany, n. 1986)
- Ricardo Louis, giocatore di football americano statunitense (Miami, n. 1994)
- Ricardo Schultz, giocatore di football americano brasiliano (Curitiba, n. 1992)

## Giornalisti(2)
- Borocotó, giornalista, scrittore e sceneggiatore uruguaiano (Montevideo, n. 1902 - Buenos Aires, † 1964)
- Ricardo Ornelas, giornalista, calciatore e allenatore di calcio portoghese (n. 1899 - † 1967)

## Imprenditori(2)
- Ricardo Bescansa, imprenditore spagnolo (Santiago di Compostela, n. 1912 - Santiago di Compostela, † 1986)
- Ricardo Brennand, imprenditore e collezionista d'arte brasiliano (Cabo de Santo Agostinho, n. 1927 - Recife, † 2020)

## Informatici(1)
- Ricardo Galli, programmatore e hacker argentino (Formosa, n. 1965)

## Ingegneri(1)
- Richard Divila, ingegnere brasiliano (San Paolo, n. 1945 - Magny-Cours, † 2020)

## Kickboxer(1)
- Rico Verhoeven, kickboxer olandese (Bergen op Zoom, n. 1989)

## Militari(1)
- Ricardo Pardo Zancada, militare spagnolo (Badajoz, n. 1935)

## Modelli(1)
- Ricardo Dal Moro, top model e attore brasiliano (Salvador, n. 1985)

## Nuotatori(5)
- Ricardo Conde, nuotatore e pallanuotista spagnolo (Barcellona, n. 1930 - Barcellona, † 1994)
- Ricardo Esberad Capanema, nuotatore brasiliano (Rio de Janeiro, n. 1933 - † 1998)
- Ricardo Marmolejo, ex nuotatore messicano (Città del Messico, n. 1954)
- Ricardo Monasterio, nuotatore venezuelano (Caracas, n. 1978)
- Ricardo Prado, ex nuotatore brasiliano (Andradina, n. 1965)

## Pallanuotisti(2)
- Ricardo Bustamente, pallanuotista argentino (n. 1901)
- Ricardo Sánchez, pallanuotista spagnolo (Madrid, n. 1971)

## Pallavolisti(5)
- Ricardo Archilla, pallavolista portoricano (Naranjito, n. 1991)
- Ricardo Calvo, pallavolista cubano (n. 1996)
- Ricardo Lucarelli, pallavolista brasiliano (Contagem, n. 1992)
- Ricardo Martinez, pallavolista francese (Francia, n. 1986)
- Ricardo Massanet, pallavolista portoricano (n. 1998)

## Pianisti(1)
- Ricardo Viñes, pianista e insegnante spagnolo (Lérida, n. 1875 - Barcellona, † 1943)

## Piloti automobilistici(7)
- Ricardo Feller, pilota automobilistico svizzero (Aarau, n. 2000)
- Ricardo Londoño, pilota automobilistico colombiano (Medellín, n. 1949 - Córdoba, † 2009)
- Ricardo Rodríguez de la Vega, pilota di Formula 1 messicano (Città del Messico, n. 1942 - Città del Messico, † 1962)
- Ricardo Rosset, pilota di Formula 1 brasiliano (San Paolo, n. 1968)
- Ricardo Sperafico, pilota automobilistico brasiliano (Toledo, n. 1979)
- Ricardo Teixeira, pilota automobilistico angolano (Lisbona, n. 1984)
- Ricardo Zunino, ex pilota automobilistico argentino (San Juan, n. 1949)

## Piloti di rally(1)
- Ricardo Triviño, pilota di rally messicano (n. 1973)

## Piloti motociclistici(1)
- Ricardo Tormo, pilota motociclistico spagnolo (Ayacor, n. 1952 - Valencia, † 1998)

## Pittori(2)
- Ricardo Cinalli, pittore argentino (Santa Fe, n. 1948)
- Ricardo de Madrazo, pittore spagnolo (Madrid, n. 1852 - Madrid, † 1917)

## Poeti(2)
- Ricardo Miró, poeta panamense (Panama, n. 1883 - Panama, † 1940)
- Pablo Neruda, poeta, diplomatico e politico cileno (Parral, n. 1904 - Santiago del Cile, † 1973)

## Politici(13)
- Ricardo Alarcón de Quesada, politico e diplomatico cubano (L'Avana, n. 1937 - L'Avana, † 2022)
- Ricardo Balbín, politico e avvocato argentino (Buenos Aires, n. 1904 - La Plata, † 1981)
- Ricardo Bordallo, politico statunitense (Hagåtña, n. 1927 - Hagåtña, † 1990)
- Ricardo Leoncio Elías Arias, politico peruviano (Pisco, n. 1874 - Lima, † 1951)
- Ricardo Lagos, politico cileno (Santiago del Cile, n. 1938)
- Ricardo Franco Levi, politico e giornalista italiano (Montevideo, n. 1949)
- Ricardo Maduro, politico honduregno (n. 1946)
- Ricardo Mangue Obama Nfubea, politico equatoguineano (n. 1961)
- Ricardo Martinelli, politico e imprenditore panamense (Panama, n. 1952)
- Ricardo Merlo, politico italiano (Buenos Aires, n. 1962)
- Ricardo Arias, politico e imprenditore panamense (Washington, n. 1912 - Panama, † 1993)
- Ricardo Rosales, politico e guerrigliero guatemalteco (Città del Guatemala, n. 1934 - Città del Guatemala, † 2020)
- Ricardo Rosselló, politico e neuroscienziato portoricano (San Juan, n. 1979)

## Pugili(4)
- Ricardo Delgado, ex pugile messicano (Città del Messico, n. 1947)
- Ricardo Juarez, ex pugile statunitense (Houston, n. 1980)
- Ricardo López, ex pugile messicano (Cuernavaca, n. 1966)
- Ricardo Mayorga, pugile e ex artista marziale misto nicaraguense (Granada, n. 1973)

## Rapper(3)
- Kurupt, rapper e produttore discografico statunitense (Filadelfia, n. 1972)
- Swingfly, rapper statunitense (New York, n. 1969)
- 6lack, rapper e cantante statunitense (Baltimora, n. 1992)

## Registi(5)
- Ricardo de Baños, regista, fotografo e produttore cinematografico spagnolo (Barcellona, n. 1882 - Barcellona, † 1939)
- Ricardo Blasco, regista e sceneggiatore spagnolo (Valencia, n. 1921 - Madrid, † 1994)
- Ricardo Franco, regista, sceneggiatore e attore spagnolo (Madrid, n. 1949 - Madrid, † 1998)
- Ricardo Preve, regista, fotografo e attivista argentino (Buenos Aires, n. 1957)
- Ricardo Waddington, regista televisivo e produttore televisivo brasiliano (Rio de Janeiro, n. 1960)

## Rugbisti a 15(1)
- Ricardo Loubscher, ex rugbista a 15 e allenatore di rugby a 15 sudafricano (Colesberg, n. 1974)

## Schermidori(3)
- Ricardo Bustamante, schermidore argentino (n. 1988)
- Ricardo Cabrera, schermidore cubano (La Habana Vieja, n. 1953 - Bridgetown, † 1976)
- Ricardo Rimini, schermidore uruguaiano (Roma, n. 1908 - † 1972)

## Scrittori(6)
- Ricardo Güiraldes, scrittore e poeta argentino (San Antonio de Areco, n. 1886 - Parigi, † 1927)
- Ricardo Gutiérrez, scrittore argentino (Arrecifes, n. 1836 - Buenos Aires, † 1896)
- Ricardo Menéndez Salmón, scrittore e giornalista spagnolo (Gijón, n. 1971)
- Ricardo Paseyro, scrittore, poeta e diplomatico uruguaiano (Mercedes, n. 1925 - Parigi, † 2009)
- Ricardo Piglia, scrittore argentino (Adrogué, n. 1941 - Buenos Aires, † 2017)
- Ricardo Rojas, scrittore, drammaturgo e storico argentino (San Miguel de Tucumán, n. 1882 - Buenos Aires, † 1957)

## Sociologi(1)
- Ricardo Levene, sociologo argentino (Buenos Aires, n. 1885 - Buenos Aires, † 1959)

## Tennisti(7)
- Ricardo Acioly, ex tennista e allenatore di tennis brasiliano (Rio de Janeiro, n. 1964)
- Ricardo Acuña, ex tennista cileno (Santiago del Cile, n. 1958)
- Ricardo Cano, ex tennista argentino (Buenos Aires, n. 1951)
- Pancho Gonzales, tennista statunitense (Los Angeles, n. 1928 - Las Vegas, † 1995)
- Ricardo Hocevar, ex tennista brasiliano (San Paolo, n. 1985)
- Ricardo Mello, ex tennista brasiliano (Campinas, n. 1980)
- Ricardo Ycaza, ex tennista ecuadoriano (Guayaquil, n. 1958)

## Tenori(1)
- Ricardo Bernal, tenore messicano (Città del Messico, n. 1970)

## Velocisti(1)
- Ricardo Chambers, ex velocista giamaicano (n. 1984)

## Vescovi cattolici(1)
- Ricardo Ramírez, vescovo cattolico statunitense (Bay City, n. 1936)

## Violinisti(1)
- Ricardo Odnoposoff, violinista argentino (Buenos Aires, n. 1914 - Vienna, † 2004)